# Viceministro presidente dei Paesi Bassi
Il viceministro-presidente dei Paesi Bassi (in olandese Viceminister-president van Nederland), detto anche vice primo ministro o viceministro-presidente, è un ministro del governo olandese che opera come sostituto del Ministro-presidente, di cui assume le funzioni in caso di assenza.
Qualora vi siano più Viceministri-presidente, la composizione è determinata dalle dimensioni dei partiti coinvolti nell'eventuale coalizione di governo. Un Viceministro-presidente è nominato come tale tramite regio decreto su proposta del Ministro-presidente.
Il governo Schermerhorn-Drees fu il primo gabinetto olandese con un Viceministro-presidente. Inoltre, sia il primo ministro (Schermerhorn) che il vice primo ministro (Drees) provenivano dallo SDAP.

## Lista dei viceministri presidenti dei Paesi Bassi (dal 1945)
| Viceministro presidente                             | Partito      | Inizio | Fine      | Primo ministro       | Governo            | Periodo di governo                   | Note |
| --------------------------------------------------- | ------------ | ------ | --------- | -------------------- | ------------------ | ------------------------------------ | --- |
| Willem Drees                                        | SDAP / PvdA  | 1945   | 1946      | Willem Schermerhorn  | Schermerhorn-Drees | 25 giugno 1945 - 3 luglio 1946       | |
| Willem Drees                                        | PvdA         | 1946   | 1948      | Louis Beel           | Beel I             | 3 luglio 1946 - 7 agosto 1948        | |
| Josef van Schaik                                    | KVP          | 1948   | 1951      | Willem Drees         | Drees-Van Schaik   | 7 agosto 1948 - 15 marzo 1951        | |
| Frans Teulings                                      | KVP          | 1951   | 1952      | Willem Drees         | Drees I            | 15 marzo 1951 - 2 settembre 1952     | |
| Louis Beel                                          | KVP          | 1952   | 1956      | Willem Drees         | Drees II           | 2 settembre 1952 - 13 ottobre 1956   | Beel si dimise il 7 luglio 1956 (entrando nella Commissione Beel). |
| Teun Struycken                                      | KVP          | 1956   | 1958      | Willem Drees         | Drees III          | 13 ottobre 1956 - 22 dicembre 1958   | |
| Teun Struycken                                      | KVP          | 1958   | 1959      | Louis Beel           | Beel II            | 22 dicembre 1958 - 19 maggio 1959    | Struycken non è diventato primo ministro dopo le dimissioni di Drees, a causa della resistenza del KVP.                                                                                             |
| Henk Korthals                                       | VVD          | 1959   | 1963      | Jan de Quay          | De Quay            | 19 maggio 1959 - 24 luglio 1963      | |
| Barend Biesheuvel                                   | ARP          | 1963   | 1965      | Victor Marijnen      | Marijnen           | 24 luglio 1963 - 14 aprile 1965      | |
| Anne Vondeling en Barend Biesheuvel                 | PvdA e ARP   | 1965   | 1966      | Jo Cals              | Cals               | 14 aprile 1965 - 22 novembre 1966    | |
| Jan de Quay en Barend Biesheuvel                    | KVP e ARP    | 1966   | 1967      | Jelle Zijlstra       | Zijlstra           | 22 novembre 1966 - 5 aprile 1967     | |
| Johan Witteveen e Joop Bakker                       | VVD e ARP    | 1967   | 1971      | Piet de Jong         | De Jong            | 5 aprile 1967 - 6 luglio 1971        | |
| Roelof Nelissen e Molly Geertsema                   | KVP e VVD    | 1971   | 1972      | Barend Biesheuvel    | Biesheuvel I       | 6 luglio 1971 - 9 agosto 1972        | |
| Roelof Nelissen e Molly Geertsema                   | KVP e VVD    | 1972   | 1973      | Barend Biesheuvel    | Biesheuvel II      | 9 agosto 1972 - 11 maggio 1973       | |
| Dries van Agt e Gaius de Gaay Fortman               | KVP e ARP    | 1973   | 1977      | Joop den Uyl         | den Uyl            | 11 maggio 1973 - 19 dicembre 1977    | Van Agt si è dimesso l'8 settembre 1977 (incompatibilità tra l'appartenenza alla Camera bassa e il ministero dopo tre mesi dalle elezioni). De Gaay Fortman gli successe lo stesso giorno.          |
| Hans Wiegel                                         | VVD          | 1977   | 1981      | Dries van Agt        | van Agt I          | 19 dicembre 1977 - 11 settembre 1981 | |
| Joop den Uyl e Jan Terlouw                          | PvdA e D66   | 1981   | 1982      | Dries van Agt        | van Agt II         | 11 settembre 1981 - 29 maggio 1982   | Den Uyl ha lasciato il gabinetto insieme a tutti i ministri del PvdA (Crisi sulla politica economico-finanziaria).                                                                                  |
| Jan Terlouw                                         | D66          | 1982   | 1982      | Dries van Agt        | van Agt III        | 29 maggio 1982 - 4 novembre 1982     | |
| Gijs van Aardenne                                   | VVD          | 1982   | 1986      | Ruud Lubbers         | Lubbers I          | 4 novembre 1982 - 14 luglio 1986     | |
| Rudolf de Korte                                     | VVD          | 1986   | 1989      | Ruud Lubbers         | Lubbers II         | 14 luglio 1986 - 7 novembre 1989     | |
| Wim Kok                                             | PvdA         | 1989   | 1994      | Ruud Lubbers         | Lubbers III        | 7 novembre 1989 - 22 agosto 1994     | |
| Hans Dijkstal e Hans van Mierlo                     | VVD e D66    | 1994   | 1998      | Wim Kok              | Kok I              | 22 agosto 1994 - 3 agosto 1998       | |
| Annemarie Jorritsma e Els Borst                     | VVD e D66    | 1998   | 2002      | Wim Kok              | Kok II             | 3 agosto 1998 - 22 luglio 2002       | Jorritsma e Borst sono stati i primi vice premier femminili. |
| Eduard Bomhoff, Johan Remkes e Roelf de Boer        | LPF e VVD    | 2002   | 2003      | Jan Peter Balkenende | Balkenende I       | 22 luglio 2002 - 27 maggio 2003      | Bomhoff si è dimesso il 16 ottobre 2002, De Boer gli è succeduto due giorni dopo crisi di governo sul LPF.                                                                                          |
| Gerrit Zalm, Thom de Graaf e Laurens Jan Brinkhorst | VVD e D66    | 2003   | 2006      | Jan Peter Balkenende | Balkenende II      | 27 maggio 2003 - 7 luglio 2006       | De Graaf si è dimesso il 25 marzo 2005 (crisi di Pasqua), Brinkhorst gli è succeduto dal 31 marzo 2005 e si è dimesso il 29 giugno 2006 (Crisi del governo sul funzionamento del ministro Verdonk). |
| Gerrit Zalm                                         | VVD          | 2006   | 2007      | Jan Peter Balkenende | Balkenende III     | 7 luglio 2006 - 22 febbraio 2007     | |
| Wouter Bos e André Rouvoet                          | PvdA e CU    | 2007   | 2010      | Jan Peter Balkenende | Balkenende IV      | 22 febbraio 2007 - 14 ottobre 2010   | Insieme a tutti i ministri del PvdA, Bos ha lasciato il governo il 23 febbraio 2010 a seguito della crisi del governo a causa della decisione di Uruzgan.                                           |
| Maxime Verhagen                                     | CDA          | 2010   | 2012      | Mark Rutte           | Rutte I            | 14 ottobre 2010 - 5 novembre 2012    | Verhagen fu il primo vice primo ministro della famiglia del CDA. |
| Lodewijk Asscher                                    | PvdA         | 2012   | 2017      | Mark Rutte           | Rutte II           | 5 novembre 2012 - 26 ottobre 2017    | Asscher è il vice primo ministro in carica da più tempo. |
| Carola Schouten                                     | CU           | 2017   | in carica | Mark Rutte           | Rutte III Rutte IV | 26 ottobre 2017 - in carica          | |
| Hugo de Jonge                                       | CDA          | 2017   | 2022      | Mark Rutte           | Rutte III          | 26 ottobre 2017 - 10 gennaio 2022    | |
| Kajsa Ollongren                                     | D66          | 2017   | 2022      | Mark Rutte           | Rutte III          | 26 ottobre 2017 - 10 gennaio 2022    | Ollongren si è dimessa temporaneamente il 1º novembre 2019. |
| Wouter Koolmees (2019-2020)                         | Indipendente | 2019   | 2020      | Mark Rutte           | Rutte III          | 1 novembre 2019 - 14 maggio 2020     | Sostituisce momentaneamente Ollongren |
| Wopke Hoekstra                                      | CDA          | 2022   | 2023      | Mark Rutte           | Rutte IV           | 10 gennaio 2022 - 1 settembre 2023   | |
| Sigrid Kaag                                         | D66          | 2022   | 2024      | Mark Rutte           | Rutte IV           | 10 gennaio 2022 - 8 gennaio 2024     | |
| Karien van Gennip                                   | CDA          | 2023   | 2024      | Mark Rutte           | Rutte IV           | 5 settembre 2023 - 2 luglio 2024     | |
| Rob Jetten                                          | D66          | 2024   | 2024      | Mark Rutte           | Rutte IV           | 8 gennaio 2024 - 2 luglio 2024       | |
| Fleur Agema                                         | PVV          | 2024   |           | Dick Schoof          | Schoof             | 2 luglio 2024 — in carica            | |
| Sophie Hermans                                      | VVD          | 2024   |           | Dick Schoof          | Schoof             | 2 luglio 2024 — in carica            | |
| Eddy van Hijum                                      | NSC          | 2024   |           | Dick Schoof          | Schoof             | 2 luglio 2024 — in carica            | |
| Mona Keijzer                                        | BBB          | 2024   |           | Dick Schoof          | Schoof             | 2 luglio 2024 — in carica            | |